# Nieuwe Democraten
Nieuwe Democraten (afgekort: ND) was een Roosendaalse politieke partij. De partij splitste zich af van D66 en noemde zich in 2009 Nieuwe Democraten.
Bij de verkiezingen in 2010 kreeg de partij drie zetels en in 2014 twee zetels. In 2018 resteerde één zetel, die met één stem verschil door kandidaat Selda Bozkurt werd gewonnen. Oud-fractievoorzitter Ton Schijvenaars moest hierdoor zijn plek in de raad inleveren. Na de verkiezingen vertrok het merendeel van de leden, terwijl de voorzitter te kennen gaf te willen stoppen.
In oktober 2018 besloot raadslid Selda Bozkurt te breken met haar partij. Naar eigen zeggen kreeg ze geen enkele steun meer vanuit de partij na haar zetelwinst. Ze ging verder als eenmansfractie onder de naam Burger Belangen Roosendaal. Hierna werd Nieuwe Democraten opgeheven.